# Santa Catarina (Fogo)
Santa Catarina é uma freguesia de Cabo Verde. Pertence ao concelho de Santa Catarina do Fogo e à ilha do Fogo. A sua área coincide com a Paróquia de Santa Catarina, e o feriado religioso é celabrado a 25 de novembro, dia de Santa Catarina.

## Aldeias
- Achada Furna (pop: 495)
- Achada Poio (pop: 61)
- Baluarte
- Cabeça Fundão (pop: 177)
- Chã das Caldeiras (pop: 697)
- Cova Figueira (pop: 1 230)
- Domingo Lobo (pop: 254)
- Estância Roque (pop: 411)
- Figueira Pavão (pop: 320)
- Fonte Aleixo (pop: 401)
- Mãe Joana (pop: 130)
- Monte Vermelho (pop: 221)
- Roçadas (pop: 372)
- Tinteira (pop: 410)